# Nicolas Brouwet
Nicolas Jean René Brouwet (* 31. srpna 1962, Suresnes) je francouzský římskokatolický duchovní, v letech 2012-2021 biskup tarbesko-lurdský. Před svým jmenováním do Hautes-Pyrénées, zastával úřad pomocného biskupa nanterrského v Île-de-France. Od roku 2021 je biskupem nîmeským.

## Život
Nicolas Brouwet se narodil 31. srpna 1962 ve městě Suresnes, nacházející se v departmentu Hauts-de-Seine v Île-de-France. Vystudoval historii na Sorbonně v Paříži a filosofii a teologii na Séminaire français v Římě. Na kněze byl vysvěcen 7. července 1992. Působil jako duchovní správce (kurát) ve farnostech nanterrské diecéze.
Papež Benedikt XVI. jej 11. dubna 2008 jmenoval pomocným biskupem nanterrským. V roce 2012 byl jmenován biskupem tarbesko-lurdským, na místo Mons. Perriera, který byl emeritován z důvodu dosažení kanonického věku. Mons. Bouwet slouží mše také ve starší formě, tzv. tridentské mše, a vysluhuje na žádost i svátosti tradiční formou.
Protože byl Mons. Hérouard v roce 2019 jmenován apoštolským delegátem pro poutní místo Svatyně Panny Marie Lurdské v tarbesko-lurdské diecézi, bylo poutní místo bylo vyňato z pravomoci biskupa Brouweta v oblastech pastorace, způsobů zavádění nové pastorace a dohledem nad duchovní péčí na poutním místě. Tarbesko-lurdské biskupství nadále zodpovídá za ekonomické otázky, místně příslušným ordinářem je však Mons. Hérouard (Mons. Hérouard byl později jmenován dijonským arcibiskupem a do Tarbesko-Lurdské diecéze byl jmenován nový biskup).
V roce 2021 byl vystřídán v Tarbesko-Lurdské diecézi Mons. Micasem a byl jmenován biskupem nîmeským.